# Zethalia zelandica
Zethalia zelandica is een slakkensoort uit de familie van de Trochidae. De wetenschappelijke naam van de soort is voor het eerst geldig gepubliceerd in 1855 door Hombron & Jacquinot.